# 美國家庭方案
美國家庭方案（英語：American Families Plan）是美國總統喬·拜登提出的一項提案，旨在大幅增加聯邦政府在兒童保育、帶薪休假、幼儿園前教育、社區大學和醫療保健等領域的支出，資金來源於對高收入美國人增稅。這是拜登三部分“重建更好”議程的第三部分，第一個是美國救援方案，第二個是美國就業方案。該方案於2021年4月28日公佈。